# Sic (Cluj)
Sic (veraltet Sâg; deutsch Secken, ungarisch Szék) ist eine Gemeinde im Kreis Cluj in der Region Siebenbürgen in Rumänien.
Der Ort ist auch unter den deutschen Bezeichnungen Sechen und Sickau und der ungarischen Székakna bekannt.

## Geographische Lage

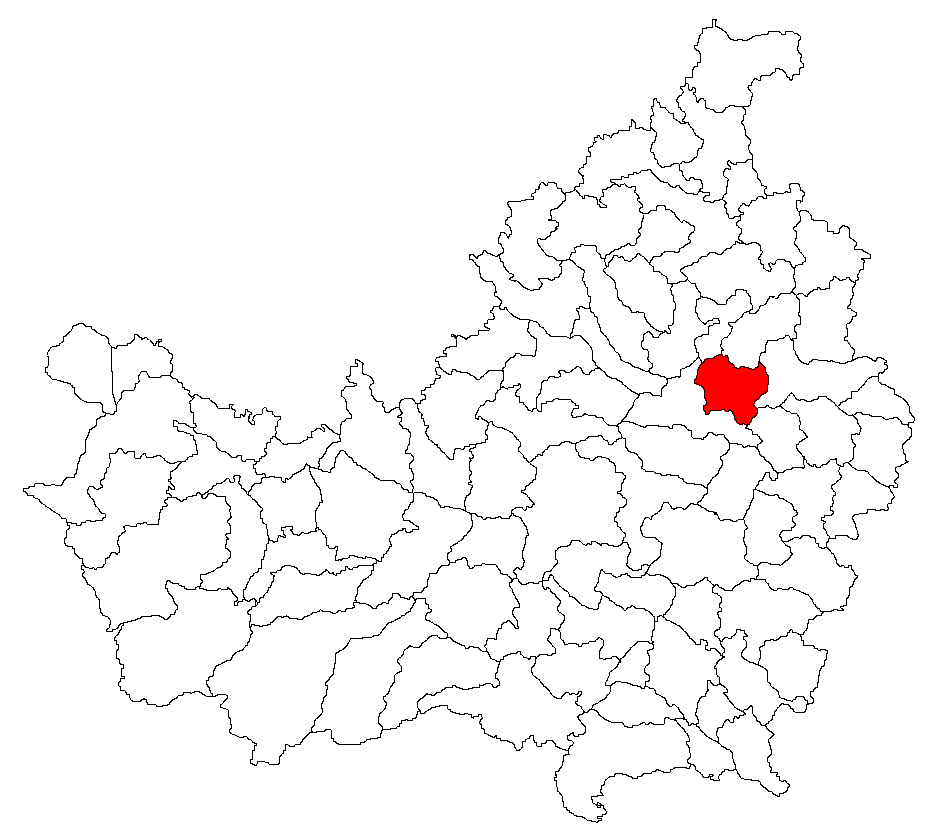
Lage der Gemeinde Sic im Kreis Cluj

Die Gemeinde Sic liegt östlich des Somesch-Hochlands (Podișul Someșelor) im Norden des Siebenbürgischen Beckens auf einer Gesamtfläche von etwa 5600 Hektar. Südlich des unter Naturschutz stehende See Lacul Știucilor (Hecht-See) und an der Kreisstraße (Drum județean) DJ 109D befindet sich der Ort Sic 15 Kilometer südlich von der Stadt Gherla (Neuschloss) und etwa 40 Kilometer nordöstlich von der Kreishauptstadt Cluj-Napoca (Klausenburg).

## Geschichte
Nach dem Mongolensturm von 1241 wurden auf dem Areal des heutigen Ortes Szekler und Siebenbürger Sachsen angesiedelt, um die seit dem 11. Jahrhundert bestehende Salzgrube weiterhin zu betreiben. Dokumentiert wurde der Ort erstmals 1291, im gleichen Jahrhundert zur Stadt erhoben und 1884 zur Gemeinde erklärt.
Auf eine Besiedlung des Areals bis in die Bronzezeit zurück, deuten archäologische Funde auf dem von den Einheimischen genannten Berg Csipkehegy bei Pasul cu cărămizi (ungarisch Tégláshángó) und bei Fântâna Viței (ungarisch Vicekút). Zahlreiche Objekte aus der Römerzeit wurden auf dem Areal des Ortes gefunden.
Am 23. August 1717 wurde der Ort erneut von den Tataren verwüstet, sodass dieser Tag jährlich als Gedenktag abgehalten wird.
Im Königreich Ungarn gehörte die heutige Gemeinde dem Stuhlbezirk Szamosújvár in der Gespanschaft Szolnok-Doboka, anschließend dem historischen Kreis Someș und ab 1950 dem heutigen Kreis Cluj an.

## Bevölkerung
Die Bevölkerung der Gemeinde entwickelte sich wie folgt:
| 1850 | 3.321 | 652 | 2.576 | 7 | 86           |
| 1941 | 4.444 | 365 | 4.000 | - | 79           |
| 2002 | 2.754 | 110 | 2.637 | - | 7            |
| 2011 | 2.459 | 88  | 2.306 | - | 65 (Roma 10) |
| 2021 | 2.234 | 108 | 2.037 | 2 | 89 (Roma 29) |

Seit 1850 wurde in Sic die höchste Einwohnerzahl und auch die der Magyaren 1941 ermittelt. Die höchste Bevölkerungszahl der Rumänen wurde 1850, die der Roma (80) 1930 und die der Rumäniendeutsche (16) 1910 registriert.

## Sehenswürdigkeiten
- Die reformierte Kirche[8] im 13. Jahrhundert errichtet, ist eine dreischiffige Basilika, deren Baustil entspricht dem Übergang von der Romanik zur Gotik. In der Kirche sind auch Wandmalereien aus dem 14. Jahrhundert erhalten.[3] Die Kirche steht unter Denkmalschutz.[9]
- Die orthodoxe Holzkirche Sfinții Arhangheli Mihail și Gavriil, von 1731[3][10] bis 1760 errichtet, steht unter Denkmalschutz. Auf dem Areal des Ortes stand eine zweite Holzkirche Sfântu Ioan Gură de Aur, 1707 errichtet, diese wurde inzwischen abgetragen; ist in der Liste historischer Denkmäler aufgelistet.[9]
- Die römisch-katholische Kirche des einstigen Franziskanerkloster[3] wurde zwischen 1753 und 1795 errichtet,[11] steht unter Denkmalschutz.[9]
- Nördlich des Dorfes befindet sich der 140 Hektar große und 7 Meter tiefe See Lacul Știucilor (Hecht See)[12] und das 505 Hektar große Schilfgebiet.[13]

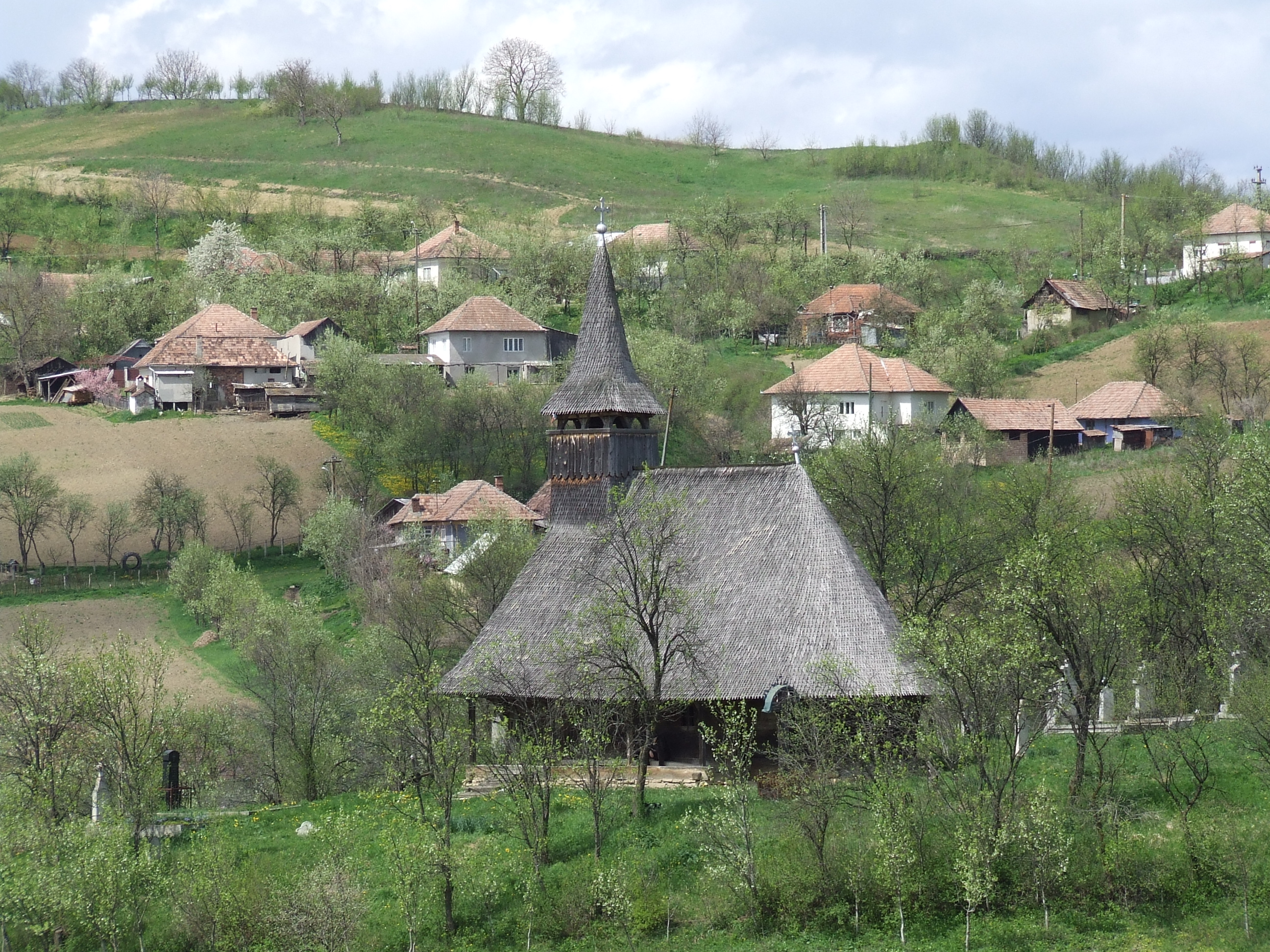
Blick auf Sic
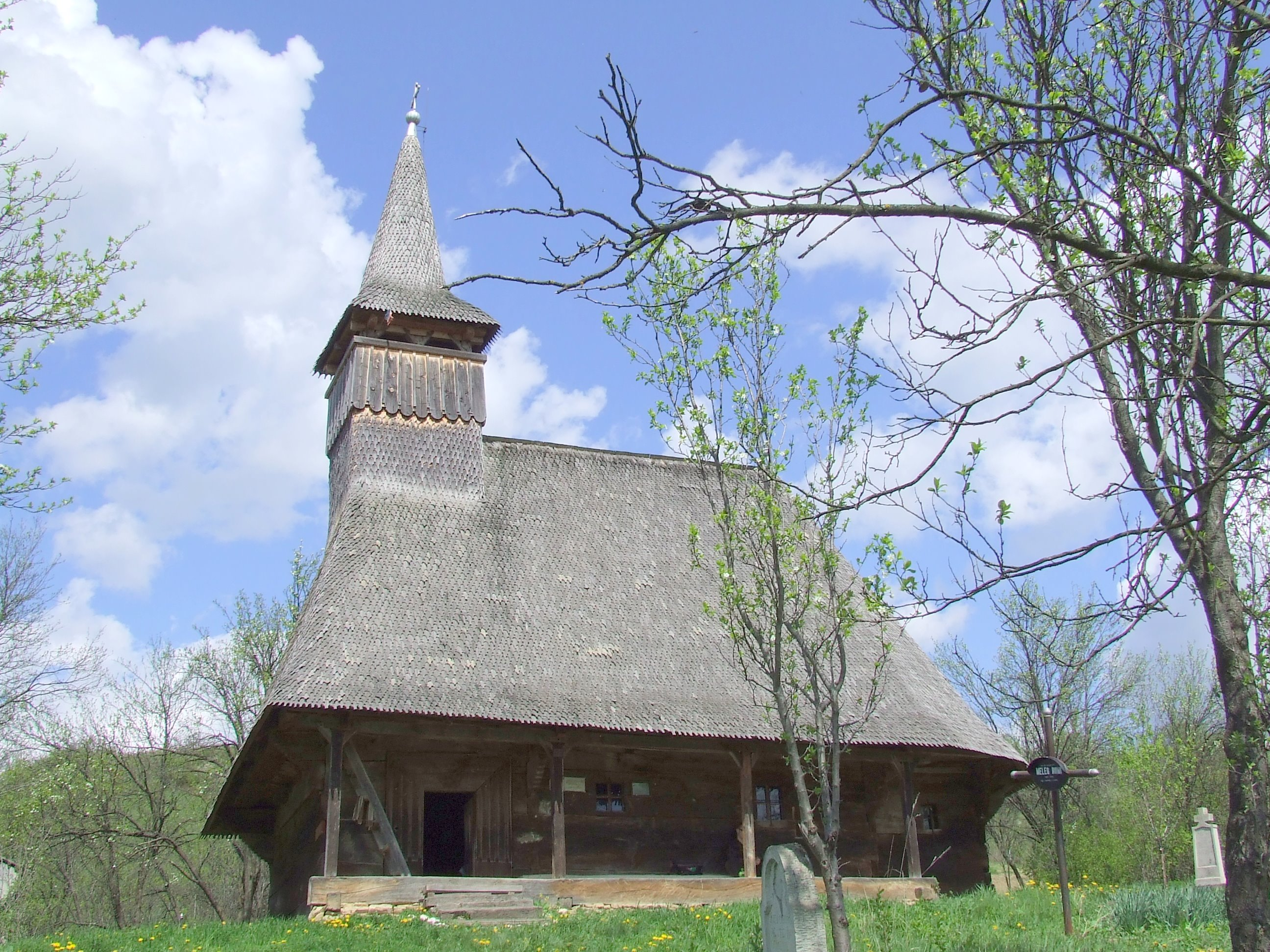
Holzkirche in Sic
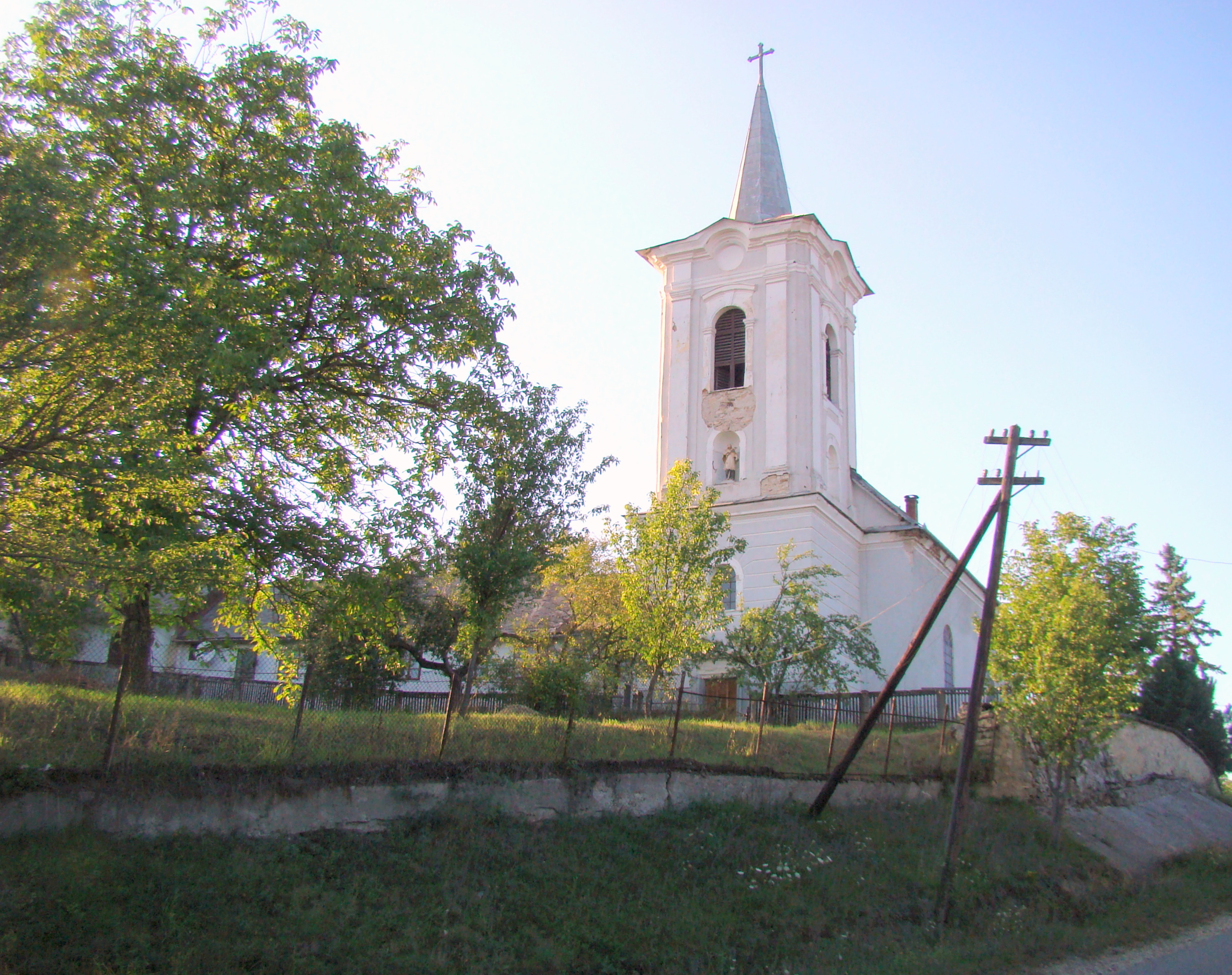
Römisch-katholische Kirche
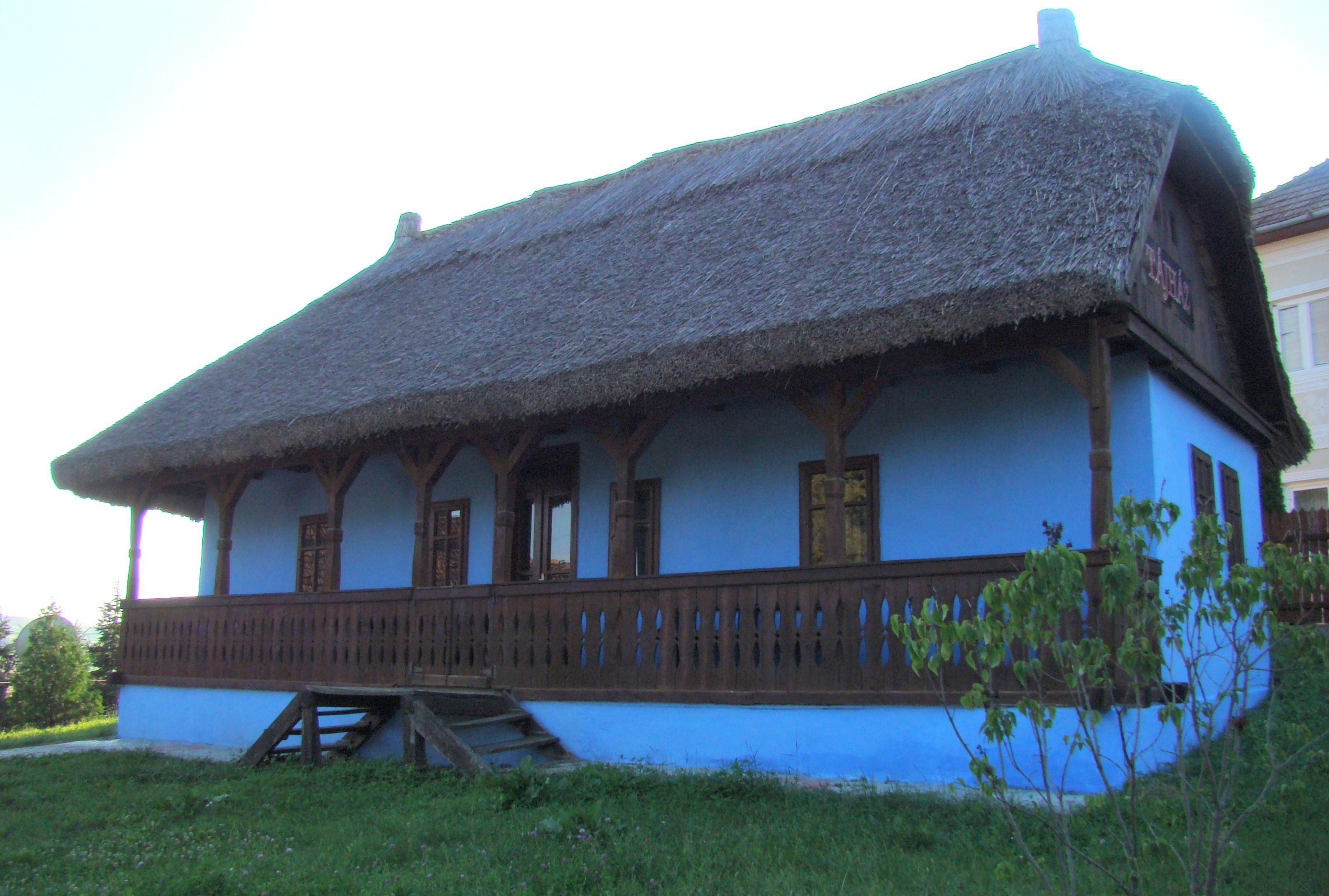
Dorfmuseum

## Persönlichkeiten
- Georg von Aranka (1737–1817), Schriftsteller und Jurist
- József Sebestyén (1878–1964), Grafiker und Wappenkünstler[14]